# Antraniloil-CoA monoossigenasi
La antraniloil-CoA monoossigenasi è un enzima appartenente alla classe delle ossidoreduttasi, che catalizza la seguente reazione:
2-amminobenzoil-CoA + 2 NAD(P)H + 2 H+ + O2 ⇄ 2-ammino-5-ossocicloes-1-enecarbossil-CoA + H2O + 2 NAD(P)+
L'enzima è una flavoproteina (FAD). Il prodotto non aromatico è instabile e libera CO2 ed NH3, generando 1,4-cicloesandione.